# 吉澤亮
吉澤亮（／ Yoshizawa Ryō，1994年2月1日—），日本男演員，生於東京都，經紀公司為Amuse。

## 經歷
2009年，其母親聽說該屆Amuse徵選會的冠軍獎金有100萬日幣，遂替他報名參加「Amuse全國選拔會2009 THE PUSH!Man」，而他則從該徵選會的31,514名参加者中獲得Right-on獎，自此被簽入知名經紀公司Amuse並進入演藝圈出道。
2011年，出演特攝劇《假面騎士Fourze》的二號騎士朔田流星，亦即假面騎士Meteor。
2017年，因飾演的《銀魂》沖田總悟展現了宛若原作的高還原度，而開始獲得知名度；主演的漫改電影《朋友遊戲》上映。
2018年，主演的電影《橘子醬男孩》以及《我是她的、俘虜》上映；並藉由電視劇《SURVIVAL WEDDING》獲得更高知名度與人氣。
2019年，以《River's Edge》獲得日本電影學院獎新人獎；也憑藉在《王者天下》裡展現出的一人分飾兩角的演技及高還原度，而獲得更高人氣；亦因首次出演的NHK晨間劇《夏空》而倍受矚目；9月9日，公布其由於在《王者天下》與《夏空》等作品的優異演出，因此被2021年NHK大河劇《直衝青天》的製作統籌選為該劇主演。
2020年，獲得Elandor獎新人獎，並以《王者天下》榮獲藍絲帶獎與日本電影學院獎最佳男配角獎；主演新年番外篇《半澤直樹2 第0章 被瞄準的半澤直樹的密碼》，並在之後出演《半澤直樹第二季》第三集。
2021年，首度出演並主演NHK大河劇《直衝青天》，其為首位平成年代出生的大河劇主演演員，並以此劇榮獲第110回日劇學院賞最佳男主角獎。
2022年，首次出演並主演富士電視台月九連續劇《PICU 兒童加護病房》。

## 人物
- 身高171公分，B型[15]，肩寬42公分[16]。
- 劍道資歷九年[17]，從小學一年級練到國中三年級[18]，並持有劍道二段資格。
- 家中有四兄弟，排行第二。
- 2018年上半年獲得VIVI國寶級美男排行榜第二名[19]，並於2018年下半年獲得該排行榜第一名[20]，以及在2019年上半年，成為進入VIVI國寶級美男榜殿堂的男星[21]。
- 2018年獲得Oricon爆紅男演員排行榜第五名[22]，2019年獲得該排行榜第三名[23]，2020年獲得該排行榜第七名[24]。

## 獎項
2018年度
- 第10回 TAMA電影獎（日语：TAMA映画賞） 最優秀新人男演員獎（《River's Edge》、《貓是用來抱的（日语：猫は抱くもの#映画）》、《銀魂2：規矩是為了被打破而存在的》、《惡與假面的規則（日语：悪と仮面のルール#映画）》、《玲音玲男（日语：レオン_(漫画)#実写映画）》）
- 第40回 橫濱電影節 最優秀新人獎（《River's Edge》、《銀魂2：規矩是為了被打破而存在的》、《橘子醬男孩》）

2019年度
- 第42回 日本電影學院獎 新人獎（《River's Edge》）

2020年度
- 2020年 Elandor獎（日语：エランドール賞#2020年代） 新人獎（《王者天下》、《悲慘世界 無盡的旅程（日语：レ・ミゼラブル_終わりなき旅路）》、《夏空》） [25]
- 第62回 藍絲帶獎 最佳男配角獎（《王者天下》）[26]
- 第43回 日本電影學院獎 最佳男配角獎（《王者天下》）[27]

2022年度
- 第110回 日劇學院賞 最佳男主角獎（《直衝青天》）[28]
- 第30回 橋田獎 新人獎（《直衝青天》）[29]

2024年度
- 第16回 TAMA電影獎（日语：TAMA映画賞） 最佳男主角獎（《我生活的兩個世界》、《王者天下 大將軍的歸來（日语：キングダム 大将軍の帰還）》、《家人》）[30]

2025年度
- 第34回 日本電影影評人大獎 最佳男主角獎（《我生活的兩個世界》）[31]

## 作品

### 電視劇
| 年分                          | 播出日期                      | 電視台         | 戲劇名稱                                       | 角色                            | 備註             |
| ----------------------------- | ----------------------------- | -------------- | ---------------------------------------------- | ------------------------------- | ---------------- |
| 2011年                        | 1月19日－3月16日              | 毎日放送       | SIGN                                           | 結城なぎ                        |                  |
| 2011年                        | 7月23日－10月1日              | NHK綜合頻道    | 金魚俱樂部                                     | 柳橋翔                          |                  |
| 2011年12月25日－2012年8月26日 | 2011年12月25日－2012年8月26日 | 朝日電視台     | 假面騎士Fourze                                 | 朔田流星 / 假面騎士Meteor（聲） | 第16~48集        |
| 2012年                        | 10月28日                      | NHK BS Premium | 法庭新鮮人                                     | 矢部圭太                        | 第2集            |
| 2013年                        | 1月30日－2月6日               | 日本電視台     | 合宿的戀人                                     | 根岸                            | 第3~4集          |
| 2013年                        | 3月23日                       | 日本電視台     | 最糟的畢業典禮（最悪の卒業式）                 | 牧原匠                          |                  |
| 2013年                        | 4月21日－28日                 | NHK BS Premium | 食物語·她的菜單                                | 増淵正宗                        | 第6~7集          |
| 2013年                        | 7月16日－9月24日              | TBS電視台      | 佛物專寺                                       | 田村正助                        | 主演             |
| 2014年                        | 1月11日－3月15日              | 富士電視台     | Lost Days                                      | 高野夏                          |                  |
| 2014年                        | 4月28日、5月12日、6月23日     | 毎日放送       | 新解釋・日本史                                 | 武將、蒲田傳兵衛、屋吉          | 第1、3、9集      |
| 2014年                        | 7月12日－9月20日              | 富士電視台     | 水球不良少年                                   | 加東慎介                        |                  |
| 2014年                        | 10月11日－12月13日            | 日本電視台     | 靈異教師神眉                                   | 木村克也                        |                  |
| 2015年                        | 7月7日－9月1日                | 關西電視台     | HEAT                                           | 松山航平                        |                  |
| 2015年                        | 9月25日                       | NHK BS Premium | 一路                                           | 德川家茂                        | 第9集            |
| 2015年                        | 10月15日－12月17日            | 富士電視台     | 熟女正青春                                     | 前川亮介                        |                  |
| 2016年                        | 1月12日                       | TBS電視台      | 請和這個沒用的我談戀愛                         | 佐野純太                        | 第1集            |
| 2016年                        | 1月24日                       | 日本電視台     | 臨床犯罪學者 火村英生的推理                    | 幡多瑛助                        | 第2集            |
| 2016年                        | 2月6日－3月26日               | 富士電視台     | 武道館                                         | 水嶋大地                        |                  |
| 2016年                        | 5月12日、6月2日               | 富士電視台     | 早子老師，要結婚是真的嗎？                     | 喜連川隼人                      | 第4、7集         |
| 2016年                        | 7月26日                       | TBS電視台      | 毫不保留的愛                                   | 石岡健斗                        | 第3集            |
| 2016年                        | 9月19日－21日                 | 富士電視台     | 想打籃球、想談戀愛（バスケも恋も、していたい） | 矢吹瞬                          |                  |
| 2016年                        | 10月22日                      | WOWOW          | 鐵證懸案～真相之門～                           | 工藤順一                        | 第1集            |
| 2017年                        | 4月6日－27日                  | 神奈川電視台   | 朋友遊戲                                       | 片切友一                        | 主演             |
| 2017年                        | 7月21日                       | 東京電視台     | 下北澤Die Hard                                 | 渡部健人                        | 第1集            |
| 2017年                        | 10月9日－30日                 | 每日放送       | 愛在香港                                       | 山田健太                        | 與小池榮子雙主演 |
| 2018年                        | 7月14日－9月29日              | 東京電視台     | GIVER 復仇的贈與者                             | 義波                            | 主演             |
| 2018年                        | 7月14日－9月22日              | 日本電視台     | SURVIVAL WEDDING                               | 柏木祐一                        |                  |
| 2019年                        | 1月6日                        | 富士電視台     | 悲慘世界 無盡的旅程                            | 馬場純（少年期）                |                  |
| 2019年                        | 4月13日－9月5日               | NHK綜合頻道    | 晨間劇 夏空                                    | 山田天陽                        | 第12~137集       |
| 2020年                        | 1月3日                        | TBS電視台      | 半澤直樹2 第0章 被瞄準的半澤直樹的密碼         | 高坂圭                          | 主演             |
| 2020年                        | 8月2日                        | TBS電視台      | 半澤直樹第二季                                 | 高坂圭                          | 第3集            |
| 2021年                        | 2月14日－12月26日             | NHK            | 大河劇 直衝青天                                | 澀澤榮一                        | 主演             |
| 2022年                        | 10月10日－12月19日            | 富士電視台     | PICU 兒童加護病房                              | 志子田武四郎                    | 主演             |
| 2024年                        | 4月13日                       | 富士電視台     | PICU 兒童加護病房 SPECIAL 2024                 | 志子田武四郎                    | 主演             |
| 2025年                        |                               | NHK            | 晨間劇 怪變                                    | 錦織友一                        |                  |

### 電影
| 年分   | 上映日期 | 發行公司                     | 電影名稱                                             | 角色                            | 備註               |
| ------ | -------- | ---------------------------- | ---------------------------------------------------- | ------------------------------- | ------------------ |
| 2011年 | 12月10日 | 東映                         | 假面騎士×假面騎士 Fourze & OOO Movie大戰 Mega Max    | 朔田流星 / 假面騎士Meteor（聲） |                    |
| 2012年 | 4月21日  | 東映                         | 假面騎士x超級戰隊 超級英雄大戰                       | 朔田流星 / 假面騎士Meteor（聲） |                    |
| 2012年 | 8月4日   | 東映                         | 假面騎士Fourze THE MOVIE 大家的宇宙來了!             | 朔田流星 / 假面騎士Meteor（聲） |                    |
| 2012年 | 11月23日 | 東映                         | 我被處刑的未來                                       | Rise man / 砂田悠               | 與福士蒼汰雙主演   |
| 2012年 | 12月8日  | 東映                         | 假面騎士×假面騎士 Wizard & Fourze MOVIE大戰Ultimatum | 朔田流星 / 假面騎士Meteor（聲） |                    |
| 2013年 | 10月12日 | SHOWGATE                     | 男子高中生的日常                                     | 田畑秀則                        |                    |
| 2013年 | 12月14日 | 東寶                         | 她愛上了我的謊                                       | 君嶋祐一                        |                    |
| 2013年 | 12月21日 | Is.Field                     | 赤赤煉戀                                             | 潤也                            |                    |
| 2014年 | 12月13日 | 東寶                         | 閃爍的青春                                           | 小湊亞耶                        |                    |
| 2015年 | 11月7日  | 波麗佳音                     | 通學系列 通學電車                                    | 岡崎智明                        |                    |
| 2016年 | 1月30日  | 東映                         | 永別了危險刑警                                       | 川澄和則                        |                    |
| 2016年 | 5月28日  | 華納兄弟                     | 狼少女和黑王子                                       | 日下部憂                        |                    |
| 2016年 | 6月25日  | HIGH BROW CINEMA             | KABUKI DROP                                          | オサム                          |                    |
| 2016年 | 9月17日  | CLUSTAR                      | Summer Song                                          | 市原健一                        | 主演               |
| 2017年 | 5月3日   | 松竹                         | LAST COP THE MOVIE                                   | 藤崎誠吾                        |                    |
| 2017年 | 6月3日   | canter                       | 朋友遊戲                                             | 片切友一                        | 主演               |
| 2017年 | 7月14日  | 華納兄弟                     | 銀魂                                                 | 沖田總悟                        |                    |
| 2017年 | 9月2日   | canter                       | 朋友遊戲 劇場版FINAL                                 | 片切友一                        | 主演               |
| 2017年 | 10月21日 | 日本索尼影視娛樂 / Asmik Ace | 齊木楠雄的災難                                       | 海藤瞬                          |                    |
| 2018年 | 1月13日  | Phantom Film                 | 惡與假面的規則                                       | 伊藤亮祐                        |                    |
| 2018年 | 2月16日  | Kino Films / 木下group       | River's Edge                                         | 山田一郎                        |                    |
| 2018年 | 2月24日  | Phantom Film                 | 玲音玲男                                             | 一徹                            |                    |
| 2018年 | 4月27日  | 華納兄弟                     | 橘子醬男孩                                           | 松浦遊                          | 與櫻井日奈子雙主演 |
| 2018年 | 6月23日  | Kino Films / 木下group       | 貓是用來抱的                                         | 良男                            |                    |
| 2018年 | 7月20日  | 華納兄弟                     | BLEACH                                               | 石田雨龍                        |                    |
| 2018年 | 8月17日  | 華納兄弟                     | 銀魂2：規矩是為了被打破而存在的                      | 沖田總悟                        |                    |
| 2018年 | 10月5日  | SHOWGATE                     | 我是她的、俘虜                                       | 鈴木賴                          | 主演               |
| 2019年 | 4月19日  | 東寶 / 日本索尼影視娛樂      | 王者天下                                             | 嬴政、漂                        |                    |
| 2020年 | 3月20日  | 松竹                         | 靠北少女                                             | 松岡卓                          |                    |
| 2020年 | 8月28日  | 東寶                         | 青澀的傷痛與脆弱                                     | 田端楓                          | 與杉咲花雙主演     |
| 2020年 | 11月13日 | 松竹                         | 櫻                                                   | 長谷川一                        |                    |
| 2020年 | 12月25日 | Kino Films                   | AWAKE                                                | 清田英一                        | 主演               |
| 2021年 | 7月9日   | 華納兄弟                     | 東京復仇者                                           | 佐野萬次郎                      |                    |
| 2022年 | 7月15日  | 東寶 / 日本索尼影視娛樂      | 王者天下2 至遙遠的大地                               | 嬴政                            |                    |
| 2022年 | 12月23日 | 東寶                         | 黑夜遊行                                             | 日野三春                        | 主演               |
| 2023年 | 1月6日   | Kino Films                   | 我家的故事                                           | 神谷學                          |                    |
| 2023年 | 4月21日  | 華納兄弟                     | 東京復仇者2 血腥萬聖節篇 -命運-                      | 佐野萬次郎                      |                    |
| 2023年 | 6月30日  | 華納兄弟                     | 東京復仇者2 血腥萬聖節篇 -決戰-                      | 佐野萬次郎                      |                    |
| 2023年 | 7月28日  | 東寶 / 日本索尼影視娛樂      | 王者天下 命運之炎                                    | 嬴政                            |                    |
| 2023年 | 11月3日  | ANIPLEX                      | 家人                                                 | 誠                              | 四主演之一         |
| 2024年 | 7月12日  | 東寶 / 日本索尼影視娛樂      | 王者天下 大將軍的歸來                                | 嬴政                            |                    |
| 2024年 | 9月20日  | GAGA                         | 我生活的兩個世界                                     | 五十嵐大                        | 主演               |
| 2025年 | 6月6日   | 東寶                         | 國寶                                                 | 立花喜久雄                      | 主演               |
| 2025年 | 7月4日   | 松竹                         | 吸吸吸吸吸血鬼                                       | 森蘭丸                          | 主演               |

### 網路劇
- 網路版 假面騎士×超級戰隊 超級英雄大事件 〜犯人到底是誰〜（2012年4月1日，東映）- 飾演 假面騎士Meteor（聲）
- 網路版 假面騎士Fourze 大家的授業來了!（2012年7月13日，東映）- 飾演 朔田流星
- 世界最強即戰力男（2014年1月24日－4月9日，富士電視台）- 飾演 池田
- 手機劇「彼方からのエール」（2016年12月9日，FOD）- 飾演 カズマ
- 我在麻理體內（日语：ぼくは麻理のなか#ドラマ）（2017年3月31日，FOD）- 飾演 小森功
- 銀魂-三葉篇-（2017年7月15日，dTV）- 飾演 沖田總悟
- 銀魂2-世界奇妙銀魂醬- 土方禁菸篇（2018年8月25日，dTV）- 飾演 沖田總悟
- PICU 兒童加護病房 SPECIAL（2024年4月1日，FOD）- 主演 志子田武四郎

### 網路電影
- 瘋狂郵輪（愛很真水很深）（日语：クレイジークルーズ）（2023年11月16日，Netflix）- 主演 冲方優（與宮崎葵雙主演）

### 配音
- 知道天空有多藍的人啊（2019年10月11日，東寶）- 主演配音 金室慎之介、慎之
- 我的英雄學院：世界英雄任務（2021年8月6日，東寶）- 配音 洛迪‧索爾

### 舞台劇 / 音樂劇
- BLACK PEARL（2010年4月7日－11日，Amuse）- 飾演 ラム
- 冒険絵本 PINOCCHIO －ピノキオ－（東京公演：2011年8月12日－28日、大阪公演：8月25日－28日，Amuse）- 飾演 浦野、浦島太郎
- Mystic Topaz（2011年10月1日－16日，Amuse）- 飾演 築地
- 佛物專寺（2013年11月6日－17日，赤坂ACTシアター、大阪公演：2013年12月6日梅田芸術劇場メインホール，TBS電視台）- 主演 田村正助
- TOKYOHEAD〜トウキョウヘッド〜（2015年3月18日－23日，東京グローブ座，ヨーロッパ企画）- 飾演 柏ジェフリー
- ライ王のテラス（日语：癩王のテラス#舞台公演）（2016年3月4日－17日，赤坂ACTシアター，TBS電視台）- 飾演 石工のちの若棟梁
- 百鬼オペラ「羅生門」（2017年9月8日－10月22日，Bunkamuraシアターコクーン，Horipro）- 飾演 下人のかつての主人 / 武弘
- PRODUCERS（日语：プロデューサーズ_(ミュージカル)#日本での公演）（2020年11月9日－12月6日，東急THEATRE Orb（日语：東急シアターオーブ））- 飾演 Leo Bloom
- Mercury Fur（2022年1月28日－3月11日，世田谷公共劇場（日语：世田谷パブリックシアター）等）- 主演 Elliot

### MV出演
- FLOW「旅立ちグラフィティ（日语：旅立ちグラフィティ）」（2010年11月）
- GReeeeN「櫻color（日语：桜color）」（2013年2月）
- LEGO BIG MORL（日语：LEGO BIG MORL）「あなたがいればいいのに（日语：心臓の居場所#収録曲）」（2017年3月）
- GReeeeN「戀（日语：恋_(GReeeeNの曲)）」（2018年4月）
- 岸洋佑「ごめんね」（2019年8月）
- 石崎ひゅーい（日语：石崎ひゅーい）「ワスレガタキ」（2023年5月）

### Original Video
- 假面騎士Fourze 超戰鬥DVD 友情之Rocket-Drill States（2012年6月）- 飾演 朔田流星
- 假面騎士Fourze 天文裝置祕密報告（2012年7月）- 飾演 朔田流星

### 綜藝節目
- 迪士尼365（日语：ディズニー365）（2010年10月4日－2011年10月2日，迪士尼頻道）
- 真的假的（2012年8月10日，日本電視台）
- 炎之體育會TV（日语：炎の体育会TV）劍道部（2012年11月24日，TBS電視台）
- King's Brunch（日语：王様のブランチ）（2012年9月1日，TBS電視台）
- 世界一受けたい授業（日语：世界一受けたい授業）（2012年9月8日，日本電視台）
- VS嵐（2014年12月4日，富士電視台）電影閃爍的青春隊
- VS嵐（2016年5月19日，富士電視台）電影狼少女與黑王子隊
- 灑落主義（日语：おしゃれイズム）（2018年4月1日，日本電視台）
- A-Studio（日语：A-Studio）（2018年4月27日，TBS電視台）
- 沸騰WORD10（日语：沸騰ワード10）（2019年1月11日，日本電視台）
- 今夜比一比（日语：今夜くらべてみました）（2019年3月27日，日本電視台）與山崎賢人一起擔任嘉賓
- 交給嵐吧 THIS IS MJ環節（2019年4月6日，日本電視台）與山崎賢人一起擔任嘉賓
- 閒聊007（2019年4月8日，日本電視台）電影王者天下隊
- 驚喜星期二（日语：火曜サプライズ）（2019年4月9日，日本電視台）與山崎賢人一起擔任嘉賓
- VS嵐（2019年4月18日，富士電視台）電影王者天下隊
- 灑落主義（2019年9月29日，日本電視台）
- FNS番組對抗！All Star秋之祭典（2019年10月3日，富士電視台）
- VS嵐（2019年10月17日，富士電視台）擔任Plus One嘉賓
- King's Brunch（2019年10月19日，TBS電視台）
- 沸騰WORD10（2019年12月27日，日本電視台）
- 交給嵐吧 美食生死戰環節（2020年3月7日，日本電視台）
- 超人氣法律諮詢事務所（2020年3月8日，日本電視台）與廣瀨鈴一起擔任嘉賓
- VS嵐（2020年3月19日，富士電視台）電影試著死了一次隊
- 人類觀察學（2020年3月26日，TBS電視台）與廣瀨鈴一起擔任嘉賓
- 第7KINGDOM（日语：第7キングダム）（2020年8月10日，日本電視台）
- 閒聊007（2020年8月17日，日本電視台）與柄本佑一起擔任嘉賓
- 超人氣法律諮詢事務所（2020年8月23日，日本電視台）與杉咲花、森七菜一起擔任嘉賓
- 驚喜星期二（2020年8月25日，日本電視台）與杉咲花一起擔任嘉賓
- VS嵐 最終回 抽鬼牌環節（2020年12月24日，富士電視台）
- 我們的時代（2020年12月27日，富士電視台）與若葉龍也、落合扶樹一起擔任嘉賓
- 第71回NHK紅白歌合戰（2020年12月31日，NHK）擔任審查員
- VS魂（2021年6月24日，富士電視台）電影東京復仇者隊
- 沸騰WORD10（2021年8月6日，日本電視台）
- 櫻井·有吉 THE夜會（2021年12月23日，TBS電視台）與北村匠海一起擔任嘉賓
- 沸騰WORD10（2021年12月24日，日本電視台）
- 沸騰WORD10（2022年7月22日，日本電視台）
- おしゃれクリップ（日语：おしゃれクリップ）（2022年7月31日，日本電視台）
- 二宮先生（日语：ニノさん）（2022年12月25日，日本電視台）
- 家事好男人（日语：家事ヤロウ!!!）（2022年12月27日，朝日電視台）
- 沸騰WORD10（2023年3月17日，日本電視台）
- VS魂（2023年4月6日，富士電視台）電影東京復仇者隊
- 千鳥のクセスゴ!（日语：千鳥のクセスゴ!）（2023年4月23日，富士電視台）與高良健吾一起擔任嘉賓
- 沸騰WORD10（2023年11月24日，日本電視台）
- ニノなのに（日语：ニノなのに）（2025年5月28日，TBS電視台）

### 寫真集
- はじまり。（2012年8月31日，WANI BOOKS（日语：ワニブックス））ISBN 978-4-8470-4458-8
- One day off（2017年5月20日，WANI BOOKS）ISBN 978-4-8470-4911-8
- Departure（2019年6月21日，Amuse）
- 青天の栄一（2022年2月14日，WANI BOOKS）ISBN 978-4-8470-8410-2
- Profile（2024年6月14日，Amuse）

### 商品
- Interview（2019年6月14日，WANI BOOKS）ISBN 978-4-8470-8213-9
- DVDしりょう（2020年7月21日，Amuse）
- 対談集 TALK to YOU（2022年6月24日，集英社）ISBN 978-4-08-771799-0

### 來源
1. ↑  .   [2019-09-15]. （原始内容存档于2021-11-07）.
2. ↑  .   [2020-12-08]. （原始内容存档于2021-11-07）.
3. ↑  .   [2019-09-15]. （原始内容存档于2020-10-26）.
4. ↑  .   [2019-09-15]. （原始内容存档于2020-07-05）.
5. ↑  .   [2019-11-14]. （原始内容存档于2020-08-29）.
6. ↑  .   [2019-09-15]. （原始内容存档于2020-12-19）.
7. ↑  . mantan-web. 2019-09-09  [2020-09-30]. （原始内容存档于2020-08-14）.
8. ↑  . Oricon. 2019-09-09  [2020-11-21]. （原始内容存档于2020-05-01）.
9. ↑  .   [2020-03-26]. （原始内容存档于2020-11-11）.
10. ↑  .   [2020-03-06]. （原始内容存档于2021-01-31）.
11. ↑  .   [2020-12-05]. （原始内容存档于2022-01-02）.
12. ↑  .   [2021-12-27]. （原始内容存档于2019-09-12）.
13. ↑  .   [2022-02-22]. （原始内容存档于2022-02-24）.
14. ↑  . ORICON NEWS. 2022-07-27  [2022-07-27]. （原始内容存档于2022-08-17） （日语）.
15. ↑  .   [2020-03-20]. （原始内容存档于2020-07-20）.
16. ↑  . モデルプレス.   [2019-07-25]. （原始内容存档于2020-11-02） （日语）.
17. ↑  . Billboard JAPAN.   [2019-07-25]. （原始内容存档于2019-04-24） （日语）.
18. ↑  . VIVI.   [2019-08-14]. （原始内容存档于2021-01-10） （日语）.
19. ↑  . VIVI.   [2019-09-21]. （原始内容存档于2020-12-22） （日语）.
20. ↑  . モデルプレス.   [2019-07-25]. （原始内容存档于2020-06-03） （日语）.
21. ↑  . モデルプレス.   [2019-07-25]. （原始内容存档于2020-05-25） （日语）.
22. ↑  .   [2019-09-15]. （原始内容存档于2021-01-27）.
23. ↑  .   [2019-12-20]. （原始内容存档于2021-01-27）.
24. ↑  .   [2021-12-27]. （原始内容存档于2021-12-27）.
25. ↑  .   [2020-11-21]. （原始内容存档于2020-11-28）.
26. ↑  .   [2020-03-06]. （原始内容存档于2020-10-22）.
27. ↑  .   [2020-03-08]. （原始内容存档于2020-08-08）.
28. ↑  .   [2022-02-22]. （原始内容存档于2022-05-20）.
29. ↑  .   [2022-04-03]. （原始内容存档于2022-04-29）.
30. ↑  .   [2024-10-03].
31. ↑  .   [2025-04-24].

## 外部連結
- （日語）AMUSE官網吉澤亮介紹 （页面存档备份，存于）
- （日語）吉沢亮&STAFF的X（前Twitter）
- （日語）官方网站
- （日語）吉沢亮的Instagram帳戶
- （中文）吉沢亮的新浪微博
- （日語）吉澤亮官方博客「RYO Blog」Powered by Ameba（2012年1月28日－2017年2月28日）